# Niphates obtusispiculifera
Niphates obtusispiculifera är en svampdjursart som först beskrevs av Arthur Dendy 1905.  Niphates obtusispiculifera ingår i släktet Niphates och familjen Niphatidae.
Artens utbredningsområde är Sri Lanka. Inga underarter finns listade i Catalogue of Life.